# Bob Marley
Robert Nesta "Bob" Marley (6 tháng 2 năm 1945 – 11 tháng 5 năm 1981) là một ca sĩ-nhạc sĩ và nhạc công Jamaica. Ông là người tiên phong ở dòng nhạc reggae và được vinh danh trên Đại sảnh Danh vọng Rock and Roll sau khi mất.